# Il nostro Desiderio
Il nostro Desiderio (ぼくらのねがい?, Bokura no Negai) è un manga a tematica Shōnen'ai serializzato dal 20 aprile 2012 al 19 ottobre 2016 su Craft e successivamente raccolto in 3 volumi. In Italia è stato tradotto e distribuito dalla FlashBook Edizioni.
L'opera è uno spin-off del manga Full Bloom Darling.

## Trama
Ryo è un 19enne che rimane molto disorientato quando il padre, vedovo da diverso tempo, gli presenta una donna, che vuole sposare, con tanto di figli di questa avuti da un precedente matrimonio. I suoi figli sono 3 ragazzi più giovani di Ryo la cui età va dalle scuole elementari alle superiori passando per le medie: Masato, Kento e Hayato. L’iniziale disagio tra i nuovi membri familiari col tempo tende a venir meno e proprio quando Ryo riesce ad abituarsi al nuovo nucleo familiare accade l'imprevedibile: una serie di sfortunati eventi fa perdere loro entrambi i genitori. Ryo, essendo il fratello maggiore, decide di farsi carico delle responsabilità assumendo il ruolo di gestore del “caffè” di famiglia prendendosi nel frattempo cura dei tre minori.

## Pubblicazione
| Nº | Data di prima pubblicazione | Data di prima pubblicazione | Data di prima pubblicazione | Data di prima pubblicazione |
| Nº | Giapponese                  | Giapponese                  | Italiano                    | Italiano                    |
| -- | --------------------------- | --------------------------- | --------------------------- | --------------------------- |
| 1  | 2 dicembre 2013             | ISBN 978-4-8130-3038-6      | 21 novembre 2016            | ISBN 978-88-6169-600-6      |
| 2  | 16 aprile 2015              | ISBN 978-4-8130-3074-4      | 21 gennaio 2017             | ISBN 978-88-6169-606-8      |
| 3  | 1º dicembre 2016            | ISBN 978-4-8130-3136-9      | 15 marzo 2017               | ISBN 978-88-6169-701-0      |